# Biserica de lemn din Pâncești

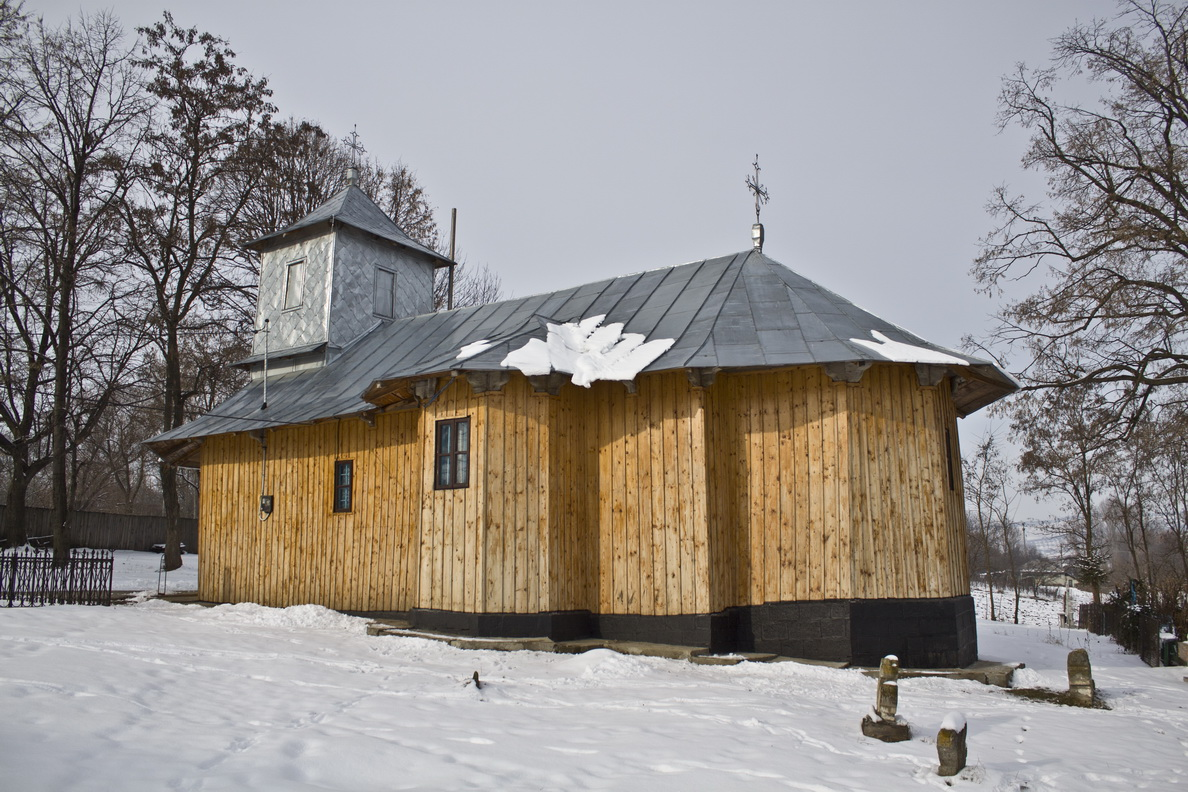
Biserica de lemn din Pânceşti, judeţul Neamţ

Biserica de lemn din Pâncești, din localitatea cu același nume din județul Neamț este clasată ca monument istoric (cod LMI NT-II-m-B-10636).